# Tuwińcy

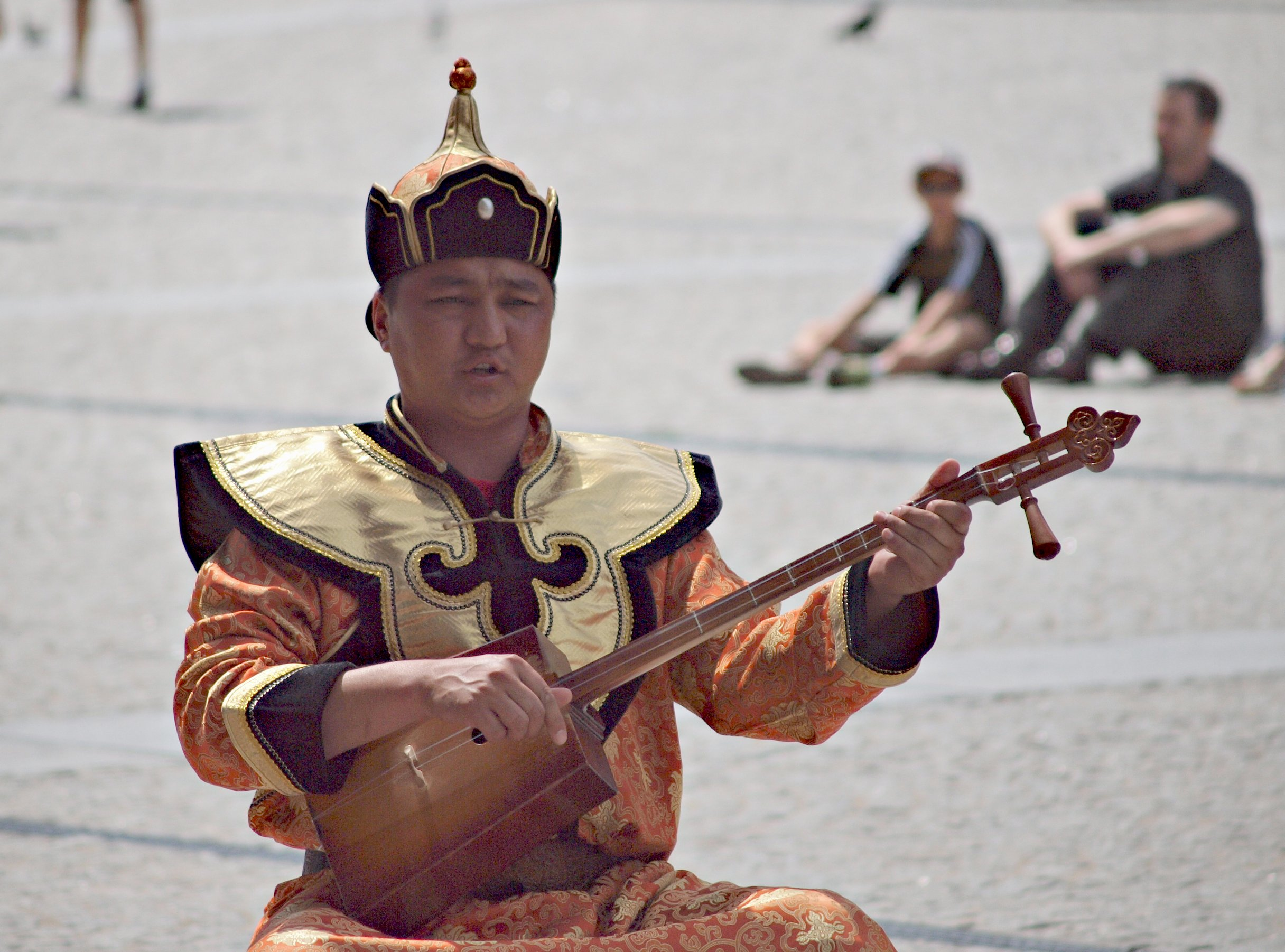
Tradycyjny tuwiński śpiewak chöömej

Tuwińcy (dawniej Urianchajcy, Sojoci, czasem nazywani Tuwijczykami) – naród turkijski, żyjący w Tuwińskiej Republice Autonomicznej w południowej Syberii, w Mongolii (24 tys.) i Chinach. Społeczność Tuwińców w Rosji liczy 264 tysiące osób (w 2010). Mongolscy Tuwińcy zasymilowali się wśród Mongołów i nie używają już własnego języka tuwińskiego. 
Tuwińcy dzielą się na dwie grupy. Wschodni Tuwińcy, nazywani Todżyńczykami, stanowią około 5% społeczności, od reszty Tuwińców odróżnia ich tradycyjny sposób gospodarowania: są myśliwymi i hodowcami reniferów. Zajęciem reszty Tuwińców była hodowla bydła. Obecnie prowadzą półosiadły tryb życia, mieszkają, podobnie jak Mongołowie, w jurtach. Pierwotną religią Tuwińców był szamanizm, współcześnie praktykowany przez nielicznych. Od XVIII wieku zdecydowana większość ludności tuwińskiej wyznaje buddyzm tybetański. 
Do 1911 kontrolę nad ziemiami Tuwińców sprawowały Chiny, w okresie 1911–1914 faktycznie niepodległa Mongolia, a od kwietnia 1914 Tuwa była częścią Rosji. W 1921 roku powstała formalnie niezależna Tuwińska Republika Ludowa, będąca w praktyce formą radzieckiego protektoratu. W 1944 roku republikę zlikwidowano i włączono do ZSRR. 
Obecnie Tuwińcy przeżywają okres renesansu kultury narodowej. Słynny w świecie stał się ich tradycyjny krtaniowy śpiew – chöömej. Dużą popularność po 1991 zyskały idee niepodległościowe, jednak od początku XXI wieku są one przytłumione.
Około 200-osobowa grupa Tuwińców, żyjąca po mongolskiej stronie granicy mongolsko-rosyjskiej, w odosobnionej i trudno dostępnej okolicy, wciąż prowadzi koczowniczy tryb życia mieszkając w stożkowych namiotach bardzo podobnych do indiańskich tipi. Tuwińcy ci hodują renifery i są w zasadzie samowystarczalni. Nazywani też bywają „Catanami”.
Tuwińcy mieszkają także w chińskim regionie Sinciangu, m.in. nad jeziorem Kanas, gdzie ujmuje się ich w spisie pomiędzy Mongołami lub Ojratami.

## Znane osoby o narodowości tuwińskiej

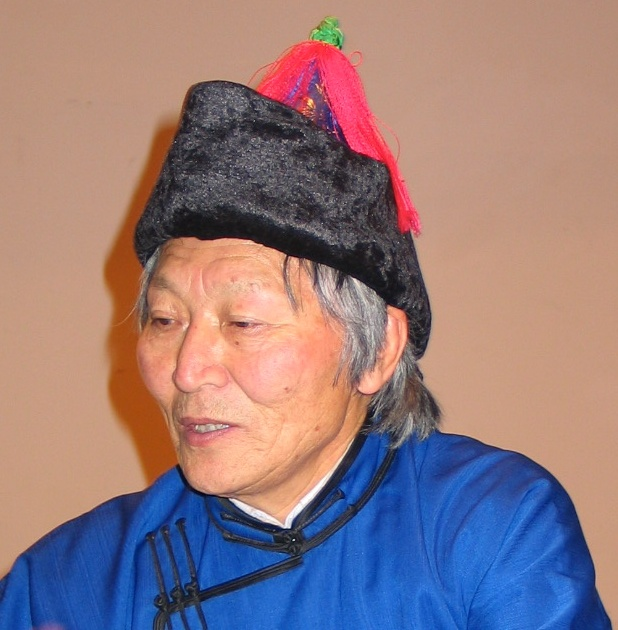
Galsan Tschinag, mongolski pisarz i poeta
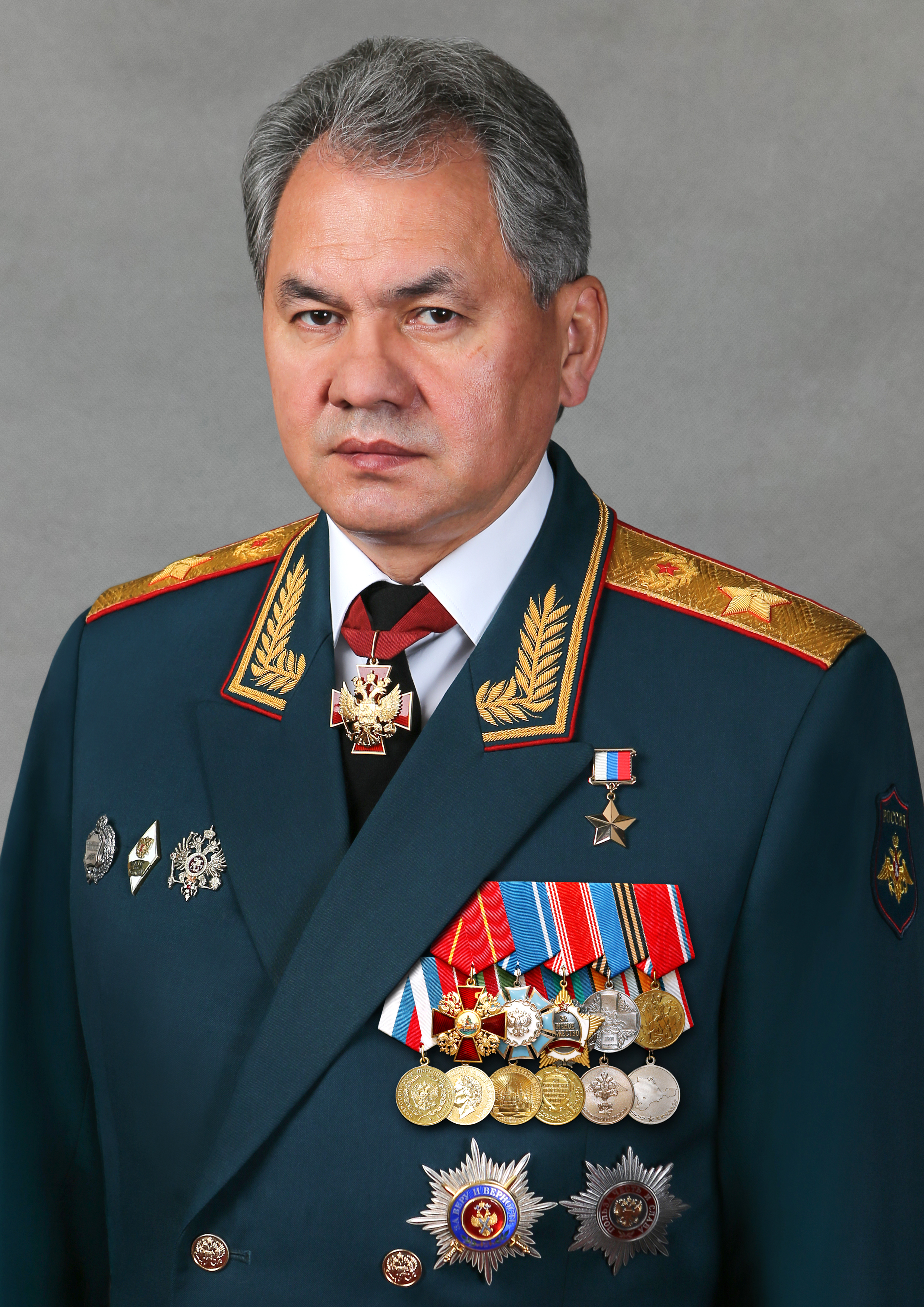
Siergiej Szojgu, rosyjski wojskowy w stopniu generała armii, od 2012 minister obrony Federacji Rosyjskiej